# Euodynerus oslarensis
Euodynerus oslarensis är en stekelart som först beskrevs av Cameron 1908.  Euodynerus oslarensis ingår i släktet kamgetingar, och familjen Eumenidae. Inga underarter finns listade i Catalogue of Life.